# Gunungiella pantchami
Gunungiella pantchami är en nattsländeart som beskrevs av Schmid 1968. Gunungiella pantchami ingår i släktet Gunungiella och familjen stengömmenattsländor. Inga underarter finns listade i Catalogue of Life.